# Gălești (Mureș)
Gălești [ˈgəleʃtʲ] (veraltet Galfalău; deutsch Gallendorf, ungarisch Nyárádgálfalva oder auch Gálfalva) ist eine Gemeinde im Kreis Mureș in der Region Siebenbürgen in Rumänien.

## Geographische Lage

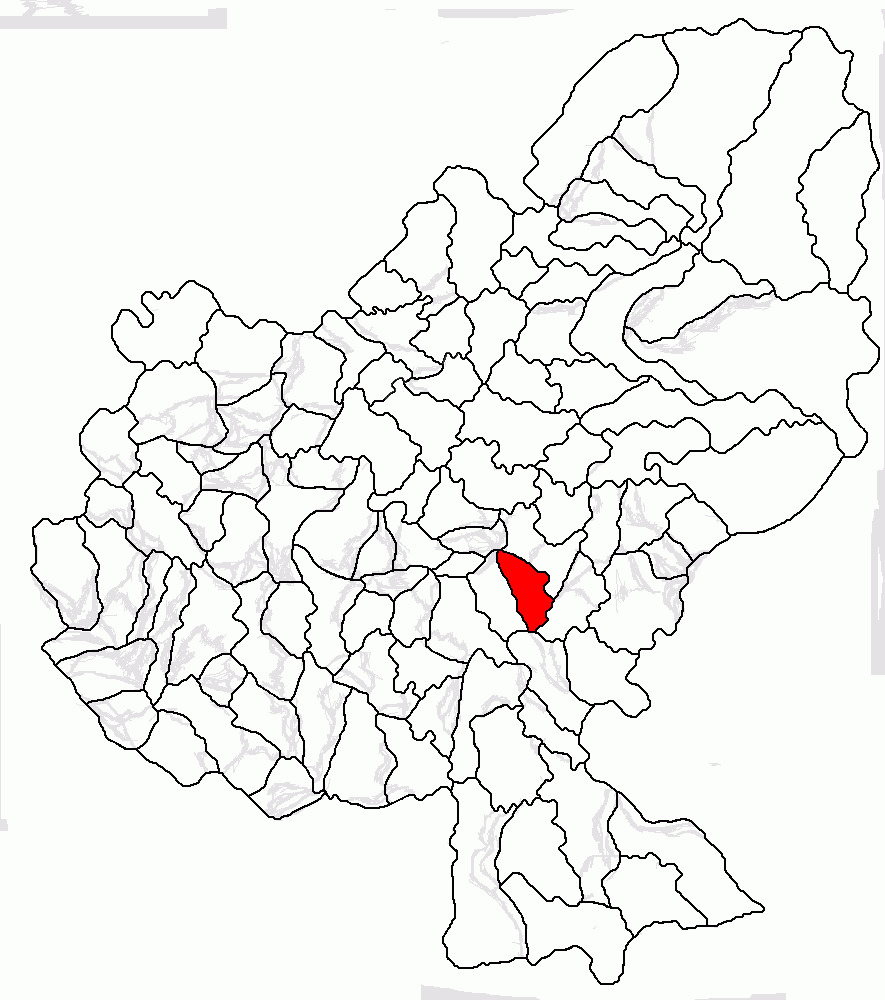
Lage der Gemeinde Gălești im Kreis Mureș

Die Gemeinde Gălești liegt nördlich des Kokeltals (Podișul Târnavelor) im südlichen Teil des Kreises Mureș. Am Niraj, ein linker Nebenfluss des Mureș (Mieresch) und der Kreisstraße (Drum județean) DJ 151D (6 km östlich der DN13) befindet sich der Ort Gălești 18 Kilometer südöstlich von der Kreishauptstadt Târgu Mureș (Neumarkt am Mieresch) entfernt.
Bis etwa 2010 verkehrte auf dem Areal der Gemeinde eine Schmalspurbahn der ursprünglichen Schmalspurstrecke von Cristești in den kleinen Kurort Sovata (Szováta).

## Geschichte
Der Ort Gălești, von Szekler gegründet, wurde 1501 erstmals urkundlich erwähnt. Auf eine Besiedlung der Gemeinde im Mittelalter deuten Reste einer Burg auf dem Areal von den Einheimischen genannt Sigervára des eingemeindeten Dorfes Sânvăsii (ungarisch Nyárádszentlászló). Zahlreiche archäologischen Funde aus der Jungsteinzeit bis in die Römerzeit wurden auf dem Areal des Gemeindezentrums gefunden.
Im Königreich Ungarn gehörte die heutige Gemeinde dem Stuhlbezirk Maros felső (Ober-Maros) im Komitat Maros-Torda, anschließend dem historischen Kreis Mureș und ab 1950 dem heutigen Kreis Mureș an.

## Bevölkerung
Die Bevölkerung der Gemeinde Gălești entwickelte sich wie folgt:
| 1850 | 3.317 | 398 | 2.715 | -  | 204            |
| 1900 | 3.947 | 12  | 3.909 | 16 | 10             |
| 1956 | 4.566 | 68  | 4.411 | 1  | 86             |
| 2002 | 2.940 | 44  | 2.752 | -  | 144            |
| 2011 | 3.067 | 68  | 2.611 | -  | 388 (Roma 45)  |
| 2021 | 2.271 | 68  | 1.938 | -  | 265 (Roma 116) |

Seit 1850 wurde auf dem Gebiet der heutigen Gemeinde die höchste Einwohnerzahl und gleichzeitig die der Magyaren 1956 registriert. Die höchste Einwohnerzahl der Rumänen (1.316) wurde 1920, die der Roma (200) 1850 und die der Rumäniendeutschen wurde 1900 ermittelt.

## Sehenswürdigkeiten
- Im Gemeindezentrum das Haus der Familie Tonay (Str. Principală, nr. 54), im 17. Jahrhundert errichtet, steht unter Denkmalschutz.[9]
- In den sieben Dörfer der Gemeinde Gălești sind 18 Kirchen unterschiedlicher Konfessionen bei Biserici.org vermerkt.[10]
- Im eingemeindeten Dorf Maiad (ungarisch Nyomát) die unitarische Kirche,[11] im 14. und der Glockenturm im 18. Jahrhundert errichtet, stehen unter Denkmalschutz.[9]
- Im eingemeindeten Dorf Sânvăsii die unitarische Kirche,[12] Ende 14. Anfang des 15. Jahrhunderts errichtet, steht unter Denkmalschutz.[9]
- Im eingemeindeten Dorf Troița (ungarisch Szentháromság) die römisch-katholische Kirche, im 15. Jahrhundert errichtet (laut dem rumänischen Kulturministeriums nur der Glockenturm) und die orthodoxe Holzkirche Ende des 17. Anfang des 18. Jahrhunderts errichtet, stehen unter Denkmalschutz.[9]
- Im eingemeindeten Dorf Bedeni (ungarisch Bede) die reformierte Kirche,[13] wurde 1844 errichtet.[5]

## Persönlichkeiten
- Mihály Szentiváni (1813–1842), war ein Politiker und Schriftsteller.[5][14]